# Reial Acadèmia Catalana de Belles Arts de Sant Jordi

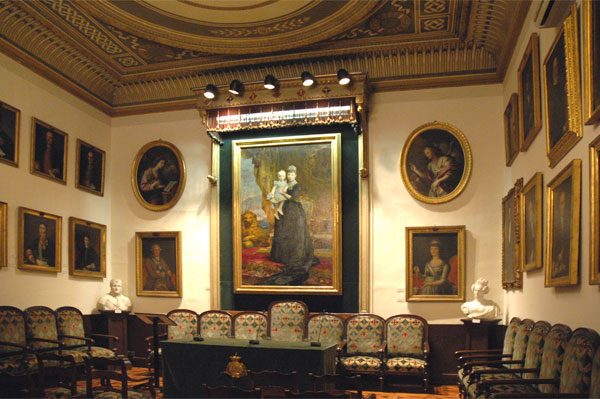
En sal i Reial Acadèmia Catalana de Belles Arts de Sant Jordi, Barcelona.

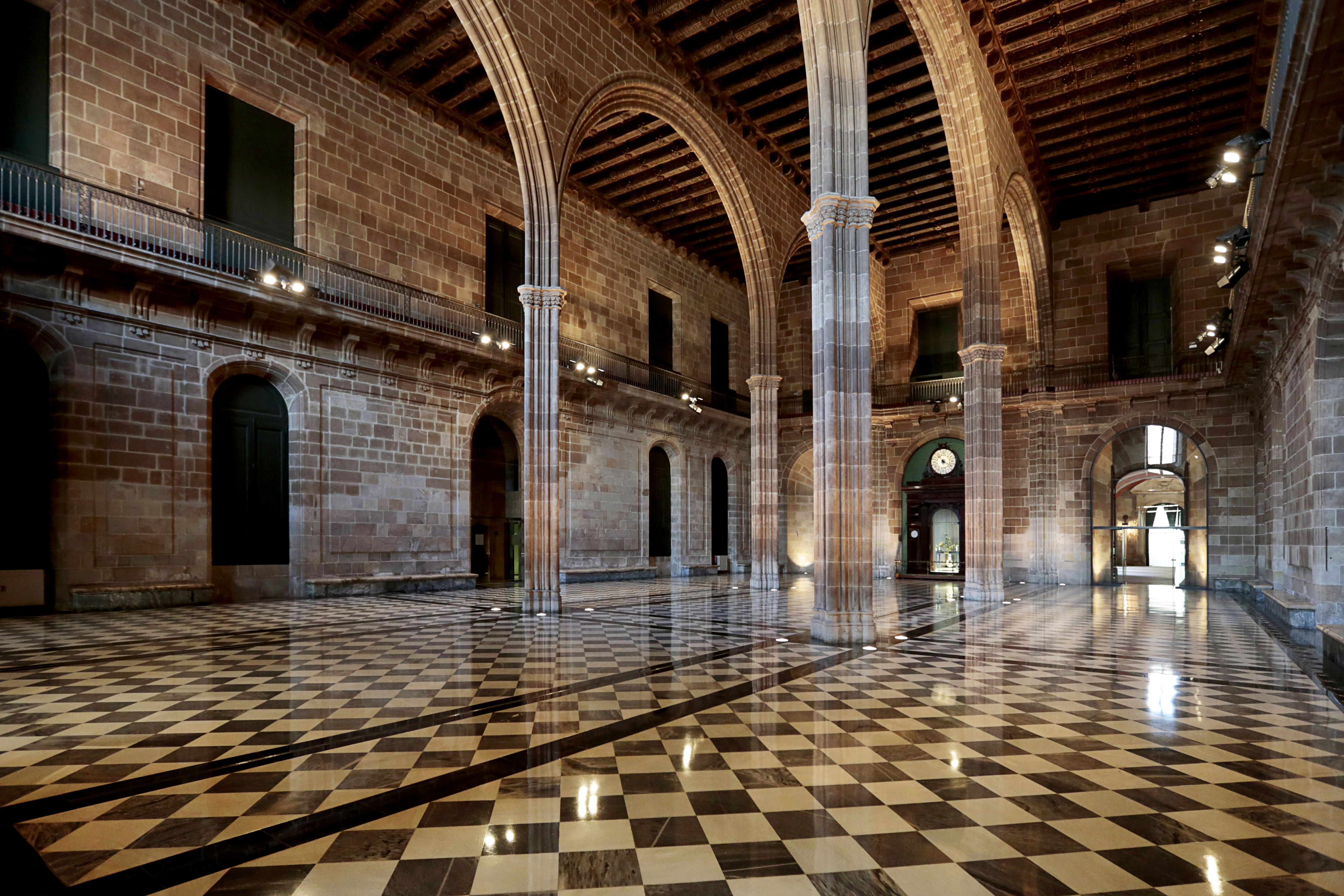
Den gotiska kontraktssalen i Llotja de Mar. Salen mäter 14 meter i tak brukar ofta beskrivas som Barcelonas vackraste gotiska rum.

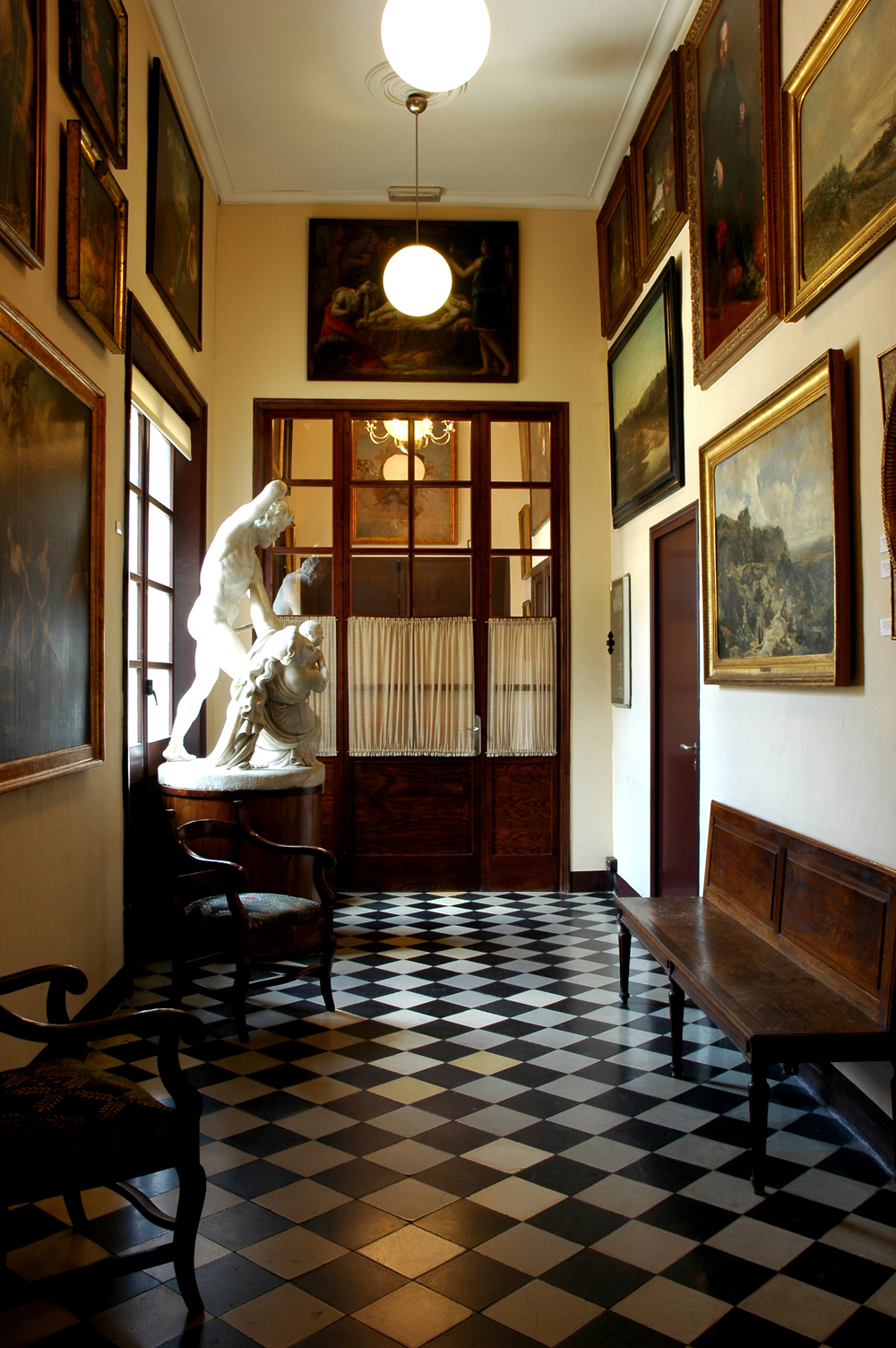
Passagen vid entrén.

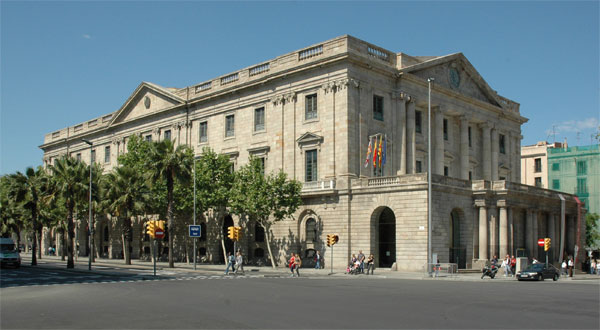
Exteriör av byggnaden i Llotja de Mar.

Reial Academia Catalana de Belles Arts de Sant Jordi (katalanska) grundades  1775 med ursprung Kungliga Katalanska Akademien för de fria konsterna i Saint George, med säte i Barcelona i Katalonien i Spanien.
Skolan grundades ursprungligen som en avgiftsfri skola för design (Escola Gratuïta de Disseny), en välkänd konstskola. I skolan undervisades i målning och snart också i skulptur och arkitektur. Skolan grundades av det katalanska exportrådet. Från 1849 hörde konstskolan i Barcelona officiellt Spaniens Acadèmies Provincilas de Belles Arts och erhöll år 1900 sin självständighet. Vid akademien erbjuds nu kurser även i musik och andra konstarter. Det är Barcelonas universitet för de sköna konsterna och för Arts and Crafts och konsthögskola i design i Llotja de Mar (Havsbörsen). Den stora kontraktssalen är det som återstår av den gotiska byggnaden. I Llotja på våningen ovanför kontraktssalen inrättades under 1800-talet Barcelonas konsthögskola, där bland annat Pablo Picasso studerade i slutet av 1890-talet. År 1930 förlorade skolan sin karaktär som Spaniens provinciella akademi och till följd av detta förstås även som den katalanska konstakademien.

### Allmänna källor
- Officiell webbplats (katalanska)